# エドガー・ヴァレーズ
エドガール・ヴィクトール・アシル・シャルル・ヴァレーズ（Edgar(d) Victor Achille Charles  Varèse, 1883年12月22日 － 1965年11月6日）は、フランスに生まれ、アメリカに帰化した作曲家。パリ生まれ。弟子にアンドレ・ジョリヴェ、周文中、ウィリアム・グラント・スティルらがいる。

## 特徴
初期はクロード・ドビュッシーらと親交を持ち、後期ロマン派や印象主義の影響を受けた作品を書いていた。しかし、その後初期作品の全ての中から一曲を残して廃棄し、残っていた草稿も後に火災により焼失したが、1908年に作曲した交響詩『ブルゴーニュ』は1962年に破棄するまで手元に残していた。その後イタリア未来派、フェルッチョ・ブゾーニ、イーゴリ・ストラヴィンスキーの影響を受け、『アメリカ』（1920年）以降、打楽器を多用した作品を多数発表。第二次世界大戦以降は電子音楽も取り入れた。
多数の打楽器の使用、電子楽器の使用など、それまでの音楽とは、はっきりと一線を画した斬新な音響空間は後の現代作曲家達に大きな影響を与えた。残された作品は少ないが、一つ一つが個性的、色彩的でエネルギーに満ち、完成度が高い。ヴァレーズの音楽は「ピアノソロに変換、あるいはピアノ・リダクションの不可能な音響作品」と評価されつづけてきたが、スペインの作曲家ホセ・マヌエル・ロペス・ロペス（José Manuel López López）は比較的リダクションの楽な「オクタンドル」をピアノソロに編曲した。
彼の音楽の革新性は、ミルトン・バビット、ハリソン・バートウィッスル、ピエール・ブーレーズ、ジョン・ケージ、モートン・フェルドマン、ロベルト・ジェラール、オリヴィエ・メシアン、ルイジ・ノーノ、クシシュトフ・ペンデレツキ、ヴォルフガング・リーム、アルフレート・シュニトケ、ウィリアム・グラント・スティル、カールハインツ・シュトックハウゼン、ヤニス・クセナキス、湯浅譲二、フランク・ザッパ、ジョン・ゾーンなど20世紀後半の多くの作曲家に大きな影響を与えた。

## 全作品リスト
- 暗く深い眠り（1906）…唯一現存する初期作品（歌曲）。
- アメリカ（1920）…2つの打楽器群とサイレン付きの管弦楽曲。
- オフランド（捧げ物）（1921）
- ハイパープリズム（1923）
- オクタンドル（8弁雌雄両性花）（1924）
- アルカナ（フランス語版）（1927）
- アンテグラル（積分）（1928）
- イオニザシオン（英語版）（電離）（1931）…西洋音楽史上初のパーカッション・アンサンブル曲とされる[5]。
- エクアトリアル（赤道地帯）（1932）
- 密度21.5（1936）…白金製フルートの吹き初め用に作曲。題名は白金の密度。
- チューニング・アップ（1947）
- 「空間」のためのエチュード（1947）
- バージスの踊り（1949）
- 砂漠（英語版）（1954）…ヴァレーズが初めてテープ音楽を導入した作品。
- ポエム・エレクトロニク（1957）…1958年に開催されたブリュッセル万博のフィリップス館（ル・コルビュジエ設計）で、425個のスピーカーから流された電子音楽。
- ノクターナル（1961）…未完。周文中が完成。

## 名前の表記について
エドガー・ヴァレーズの名（ファースト・ネーム、プレノン）は、Edgarと綴られることもEdgardと綴られることもある。Edgarであった場合、そのフランス語風の発音を日本語で表記すれば、「エドガール」または「エドガル」であり、英語風発音の日本語表記は「エドガー」となる。また、Edgardであった場合、そのフランス語風の発音を日本語で表記すれば、「エドガール」または「エドガル」であり、英語風発音の日本語表記は「エドガード」となる。

## 評伝
- 沼野雄司 『エドガー・ヴァレーズ　孤独な射手の肖像』春秋社、2019年 - 吉田秀和賞（第29回）受賞

## 関連事項
- ヴァレーズ・サラバンド・レコーズ……エドガー・ヴァレーズの名字を採って命名された、映画音楽・テレビドラマ音楽等のサントラ盤、舞台ミュージカルのオリジナル・キャスト盤を専門に発売する、アメリカのレコード会社。
- フランク・ザッパ - 少年時代にヴァレーズの作品集を聞いて傾倒し、ファーストアルバム『フリーク・アウト!』にヴァレーズの追悼の意図を込めた作品を収録している。